# Nikotinsperre
Nikotinsperre oder Nikotinsperrfarbe wird eine pigmentierte Beschichtung genannt, die es ermöglicht, nikotinverschmutzte Wände deckend  zu streichen.
Die Nikotinsperre verhindert das Durchdringen des Nikotins an die Oberfläche. Bei wasserlöslichen Farben wird Nikotin mit dem Wasser gelöst und tritt an die Oberfläche, so dass auch nach einem Neuanstrich häufig aus weißer Wandfarbe eine gelbliche wird.